# Mary Horner Lyell
Mary Elizabeth Horner Lyell (9 de octubre de 1808-24 de abril de 1873) fue una conquilióloga y geóloga inglesa y esposa del también geólogo Charles Lyell, con quien colaboró en su trabajo científico. Si bien no alcanzó reconocimiento de forma individual, los historiadores consideran que es probable que contribuyera en gran medida al trabajo de su esposo y que la notoriedad de este eclipsara su propia imagen.

## Biografía
Mary Elizabeth Horner nació en 1808. Fue la mayor de las seis hijas de Leonard Horner, un profesor de Geología que enseñó en Inglaterra y Alemania. Leonard Horner deseaba que todos sus hijos tuvieran una buena educación. Mary se convirtió en conquilióloga y geóloga, mientras que su hermana menor, Katharine, se dedicó a la Botánica. Se casó con Charles Lyell en julio de 1832, con él compartió no solo su amor por la Geología, sino también su amor por la Literatura y las conexiones amistosas en el mundo literario. Su hermana Katherine se casó con Henry Lyell, el hermano menor de Charles.
Horner Lyell es más conocida por su trabajo científico de 1854, donde estudió y clasificó su colección de caracoles terrestres de las Islas Canarias. Este estudio se ha comparado con el de Charles Darwin sobre aves y tortugas de las Islas Galápagos. Mary y Charles formaban un equipo científico. Ella lo acompañó en sus viajes de campo y lo asistía dibujando bocetos de sus hallazgos geológicos; empacando sus vestimentas, equipos y especímenes; catalogando sus colecciones de rocas, minerales y fósiles; aprendiendo español y sueco además de los idiomas que ya dominaba, francés y alemán, para traducirle la correspondencia y ayudarlo a comunicarse; y actuando como escribana cuando su vista comenzó a fallar con la edad.
El geólogo Roderick Murchison destaca su asistencia a las conferencias especiales de la Sociedad Geológica de Londres y es claro que tenía un gran interés y una comprensión profunda de la geología. Horner Lyell mantuvo correspondencia con Elizabeth Agassiz sobre la geología glacial de América del Sur y también se escribía con el naturalista William Prescott. Fue testigo de las conversaciones de su esposo con Charles Darwin y este consideró que merecía un «monumento a la paciencia», por tener que tolerar las largas y poco sofisticadas discusiones, tiempo después descubrió que Horner Lyell realmente se deleitaba al escucharlos.
Mary Horner Lyell no alcanzó reconocimiento de forma individual, pero algunos historiadores consideran que es probable que contribuyera en gran medida al trabajo científico de Charles Lyell, que su propio trabajo se fusionó en la obra de su marido y que la notoriedad de este eclipsó su propia imagen. Tras la muerte de su esposo, el autor del obituario escribió sobre Mary:  «Si no hubiera sido parte de él, ella misma hubiera gozado de más fama».